# 舌側矯正
舌側矯正（ぜっそくきょうせい）とは、歯科矯正における一つの術式で、歯の裏側つまり舌の方にワイヤーを掛ける矯正技術である。一般的には裏側矯正とも呼ばれている。歯の裏側にワイヤーを掛けることで、開口時にワイヤーが見えないことから、審美的な効果が高い。

## 概要
日本では、欧米に比べて、裏側矯正に対する人気が高い。その理由として、日本では欧米に比べ、子供の矯正に対する意識が低く、結果的に歯並びの悪い成人が多い。成人期の矯正治療が増えていることに伴って、審美的な効果が高い舌側矯正が選ばれている。
歯の表面に矯正装具を装着する一般の矯正は、歯科大学のカリキュラムや実技試験を行って矯正歯科医の習得レベルも高い。一方、舌側矯正を習得できる歯科大学が存在していないこともあり、舌側矯正を取り扱える、技術レベルの高い矯正歯科医は少ないのが現状である。矯正歯科でも舌側矯正装置を扱うクリニックは、増えてはいるものの技術を伴うクリニックが少ないことから、舌側矯正を専門とした、日本舌側矯正歯科学会が発足した。
日本舌側矯正歯科学会は、日本での舌側矯正を発展させていくため、会員相互が意見・技術を交換し、より高度な術式を習得するための場を提供することを目的として10人の有志により、1988年に結成。。
舌側矯正はもとより矯正に関する全般的な知識、高度な実技試験、舌側矯正の症例数などの厳密な審査があり、矯正歯科医が目標とする難関資格となっている。

## 学会専門医・認定医
日本舌側矯正歯科学会が学会認定専門医制度を採用している。
- 日本舌側矯正認定医
- ヨーロッパ舌側矯正認定医
- 世界舌側矯正認定医